# 马卡布河畔康塞桑
马卡布河畔康塞桑是巴西里约热内卢州的一个市镇。总面积348.327平方公里，总人口20647人，人口密度59.3人/平方公里。